# Minchinbury, New South Wales
Minchinbury este o suburbie în Sydney, Australia.